# S Timbira (S-32)
O S Timbira (S-32) é um submarino da Classe Tupi, que esteve a serviço da Marinha do Brasil de 1996 a 2023, quando foi descomissionado.
Foi construído no estaleiro Arsenal de Marinha do Rio de Janeiro, Ilha das Cobras, tendo sido lançado ao mar em janeiro de 1996 e incorporado à Armada em dezembro de 1996, dentro da estratégia de aquisição do domínio completo do ciclo "Projeto, Construção e Reparação" desses meios, sendo o segundo produzido no Brasil.
O seu projeto é baseado no projeto alemão do IKL-209, que originou no Brasil a Classe Tupi.
|  |

## Origem do nome
O submarino Timbira foi o primeiro navio a ostentar esse nome na Marinha do Brasil. O seu nome é uma homeagem  ao guerreiro Timbira, da nação indígena do estado do Maranhão, é também uma língua falada por indígenas brasileiros.

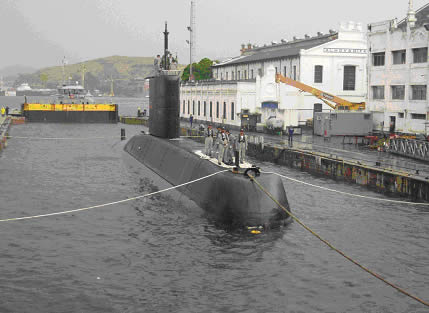
1ª docagem de submarino classe Tupi
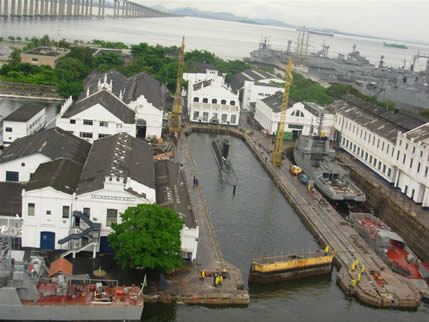
Vista aérea da Base Naval do Rio de Janeiro (BNRJ)
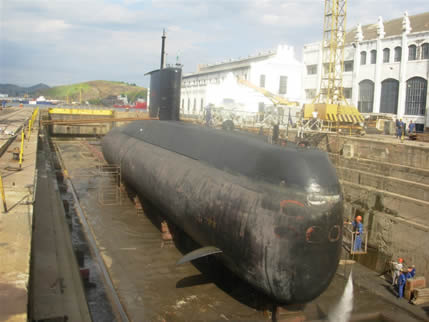
S Timbira (S-32) no dique seco, março de 2009